# Rubens Barrichello
Rubens Gonçalves Barrichello [Aussprache: ˈhubẽjs bahiˈkɛlu] (* 23. Mai 1972 in São Paulo) ist ein brasilianischer Automobilrennfahrer.
Barrichello startete zwischen 1993 und 2011 bei insgesamt 323 Formel-1-Rennen. In den Jahren 2002 und 2004 wurde er jeweils mit Ferrari Vizeweltmeister.
2012 startete er für KV Racing Technology in der IndyCar Series. Ab den letzten drei Rennen der Saison 2012 fuhr er in der Stock Car Brasil, die er 2014 gewann. 2017 nahm er am 24-Stunden-Rennen von Le Mans teil, das er zusammen mit seinen Teamkollegen Jan Lammers und Frits van Eerd auf dem 13. Platz beendete.

## Karriere

### Anfänge im Motorsport
Barrichellos Motorsportkarriere begann 1981 im Kartsport, in dem er bis 1988 aktiv war. Unter anderem gewann er zweimal die brasilianische Juniorenkartmeisterschaft (1983, 1984), dreimal die brasilianische Kartmeisterschaft (1986, 1987, 1988) und wurde 1987 südamerikanischer Kartmeister. Im weiteren Verlauf seiner Karriere trat Barrichello immer wieder zu einzelnen Kartrennen an und gewann sechsmal die 500 Milhas de Granja Viana (1998, 2000, 2001, 2002, 2004, 2005).
1989 wechselte er in den Formelsport und wurde Vierter in der brasilianischen Formel Ford 1600. 1990 bestritt Barrichello drei Rennen in der südamerikanischen Formel-3-Meisterschaft und entschied ein Rennen davon für sich. Sein Hauptaugenmerk lag allerdings auf der Formula Opel Euroseries. Für Draco Racing startend erzielte er sechs Siege in elf Rennen und gewann auf Anhieb den Meistertitel. Darüber hinaus nahm er an vier Rennen der Formel Vauxhall teil und beendete zwei davon mit einer Platzierung unter den ersten drei.
1991 wechselte Barrichello zu West Surrey Racing in die britische Formel-3-Meisterschaft. Sein Team hatte insgesamt schon viermal den Fahrertitel der britischen Formel 3 gewonnen und in der vorherigen Saison mit dem späteren Formel-1-Weltmeister Mika Häkkinen ebenfalls den Meister gestellt. Barrichello gewann vier Rennen und entschied die Meisterschaft mit 74 zu 66 Punkten gegenüber seinem Kontrahenten David Coulthard, der einen Sieg mehr vorzuweisen hatte, für sich. 1992 trat Barrichello in der internationalen Formel-3000-Meisterschaft für den Rennstall Il Barone Rampante an. Er gewann kein Rennen, zwei zweite Plätze waren seine besten Resultate. Am Saisonende belegte er hinter den Italienern Luca Badoer und Andrea Montermini, der in der ersten Saisonhälfte sein Teamkollege gewesen war, den dritten Platz in der Fahrerwertung.

### Formel 1

#### Jordan (1993–1996)
Barrichello wechselte 1993 in die Formel 1 und erhielt einen Vertrag bei Jordan. In seiner Debütsaison hatte er Probleme mit der Zuverlässigkeit seines Autos und kam bei 9 von 16 Rennen nicht ins Ziel. Zudem war der Jordan 193 im Vergleich zu den Topfahrzeugen kaum konkurrenzfähig. Dennoch gelang es Barrichello bei seinem dritten Rennen, dem Großen Preis von Europa im Donington Park, sich bei regnerischen Bedingungen bereits in der ersten Runde vom zwölften auf den vierten Platz zu verbessern. Bevor er mit technischen Problemen ausfiel, belegte er den dritten Platz und lag damit vor Gegnern in deutlich konkurrenzfähigeren Fahrzeugen. Beim Großen Preis von Frankreich hätte er beinahe seinen ersten Punkt erzielt, musste sich allerdings in der letzten Runde McLaren-Fahrer Michael Andretti geschlagen geben und fiel auf den siebten Platz zurück. Barrichello hatte in der Saison 1993 mehrere Teamkollegen, unter anderem die erfahrenen Piloten Ivan Capelli und Thierry Boutsen, die er jeweils klar distanzierte. Beim zweitletzten Saisonrennen, dem Großen Preis von Japan in Suzuka, kam er als Fünfter und damit einen Platz vor seinem neuen Teamkollegen Eddie Irvine ins Ziel und errang somit seine ersten Weltmeisterschaftspunkte. Er beendete seine erste Saison auf dem 18. Platz in der Fahrerwertung.
1994 startete Barrichello zunächst gut in die Saison. Beim Saisonauftakt, seinem Heimrennen in Brasilien, kam er auf dem vierten Platz ins Ziel. Ein Rennen später, beim Großen Preis des Pazifik erzielte er als Dritter seinen ersten Podestrang in der Formel 1 und belegte hinter Michael Schumacher den zweiten Platz in der Fahrerweltmeisterschaft. Beim Europaauftakt in San Marino verunglückte Barrichello im ersten Qualifikationstraining am Freitag schwer, so dass er am Rennen nicht teilnehmen konnte. Ausgangs der Variante Bassa hob sein Auto ab und schlug in die Streckenbegrenzung ein. Sein Rennwagen überschlug sich und blieb kopfüber liegen. Barrichello verlor das Bewusstsein und erlitt einen Nasenbeinbruch. Im zweiten Qualifikationstraining am Samstag verstarb Roland Ratzenberger nach einem Unfall in der Villeneuve-Kurve. Im Rennen verunglückte Ayrton Senna tödlich. Im späteren Verlauf der Saison gelang es ihm als bis dahin jüngsten Fahrer der Formel-1-Geschichte beim Großen Preis von Belgien in Spa-Francorchamps, seine erste Pole-Position einzufahren. Am Ende der Saison belegte er nach weiteren vier vierten Plätzen mit deutlichem Abstand auf seinen Teamkollegen Eddie Irvine den sechsten Platz in der Fahrerwertung.

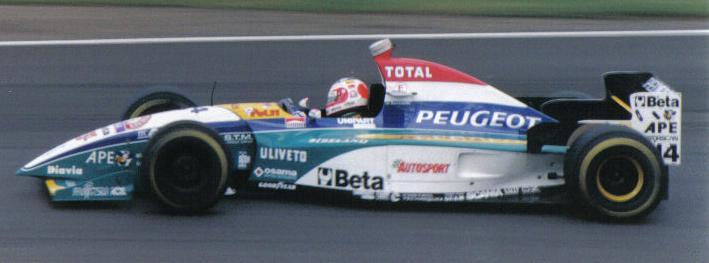
Barrichello beim GP von Großbritannien 1995

In der Saison 1995 hatte sein Fahrzeug, das in jener Saison mit Werksmotoren von Peugeot ausgerüstet war, erneut Zuverlässigkeitsprobleme. Barrichellos Saisonhöhepunkt war der Große Preis von Kanada, bei dem er mit einem zweiten Platz seine bis dahin beste Platzierung in der Formel 1 erzielte. Am Ende der Saison belegte er den elften Platz in der Gesamtwertung – einen Rang vor seinem Teamkollegen Irvine. 1996 erhielt Barrichello, nachdem Irvine das Team in Richtung Ferrari verlassen hatte, mit dem erfahrenen Briten Martin Brundle einen neuen Teamkollegen. Er beendete einige Rennen in den Punkten, eine Podest-Platzierung gelang ihm allerdings nicht. In der Fahrerweltmeisterschaft belegte er am Ende der Saison den achten Gesamtrang. Damit ließ er nicht nur seinen aktuellen Teamkollegen hinter sich, sondern auch seinen ehemaligen Kollegen Irvine, der mit einem Ferrari über ein schnelleres Auto verfügte.

#### Stewart (1997–1999)

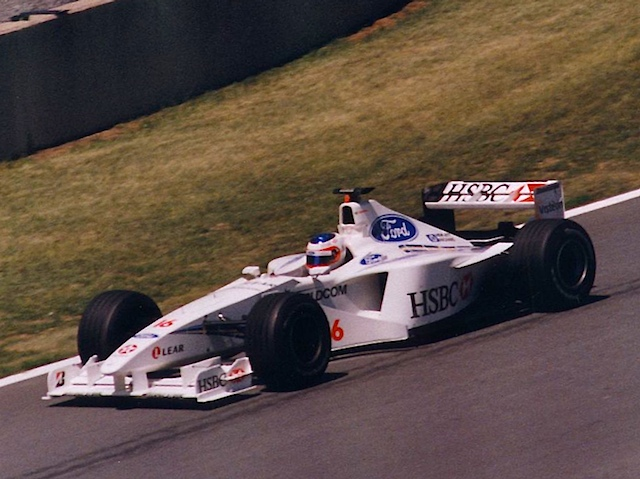
Barrichello beim GP von Kanada 1999

Zur Saison 1997 wechselte der 24-jährige Barrichello nach vier Jahren bei Jordan zu Stewart Grand Prix, dem neuformierten Rennstall des ehemaligen Formel-1-Weltmeisters Jackie Stewart. Dort hatten er und sein neuer Teamkollege Jan Magnussen mit der mangelnden Standfestigkeit und Konkurrenzfähigkeit des Stewart SF01 zu kämpfen. Barrichello beendete nur drei Saisonrennen. Sein bestes Resultat war dabei der zweite Platz beim Großen Preis von Monaco, bei dem er auf regennasser Fahrbahn brillierte und viele Gegner in schnelleren Autos hinter sich ließ. Seine erste Saison für Stewart beendete er auf dem 13. Gesamtrang.
In der zweiten Saison hatte Stewart weiterhin mit Zuverlässigkeitsproblemen zu kämpfen. Zudem hielt der neue Stewart SF2 weiterhin nicht mit den Fahrzeugen der Konkurrenz mit. Barrichellos dennoch überzeugende Leistungen führten aber zur Trennung von Magnussen. An dessen Stelle wurde Jos Verstappen verpflichtet, der aber wie sein Vorgänger nicht an die Leistungen von Barrichello herankam und am Saisonende ebenfalls das Team verlassen musste. Am Ende der Saison belegte er mit zwei fünften Plätzen als beste Resultate den zwölften Platz in der Fahrerweltmeisterschaft.
1999 verfügte Barrichello mit dem Stewart SF3 über ein im Vergleich zu den beiden Vorjahren konkurrenzfähigeres Auto. Bereits beim zweiten Grand Prix, seinem Heimrennen in Brasilien, übernahm er von Platz drei startend für einige Runden die Führung, bevor er mit einem Motorschaden ausfiel. Im weiteren Verlauf der Saison startete Barrichello einmal von der Pole-Position und stand drei Mal als Dritter auf dem Podium. Den ersten Sieg des Teams feierte dennoch sein Teamkollege Johnny Herbert, der die chaotischen Wetterverhältnisse beim Großen Preis von Europa auf dem Nürburgring am besten meisterte. Barrichello gelang kein Sieg, dennoch belegte er eine Position vor Herbert den siebten Platz in der Fahrerwertung. Seinem Team sicherten die beiden Piloten den vierten Platz in der Konstrukteursweltmeisterschaft.

#### Ferrari (2000–2005)
Zur Saison 2000 wurde Barrichello von Ferrari verpflichtet und Teamkollege von Michael Schumacher. Mit Eddie Irvine, dem er bei Ferrari folgte, tauschte er quasi das Cockpit, denn Irvine startete in dieser Saison für Stewarts Nachfolgeteam Jaguar Racing. Es gelang Barrichello, alle Rennen, bei denen er ins Ziel kam, unter den ersten vier Piloten zu beenden. Beim Großen Preis von Deutschland auf dem Hockenheimring schaffte Barrichello im 124. Rennen den ersten Grand-Prix-Sieg seiner Karriere. Bei dem chaotischen Rennen ging er zunächst als 18. ins Rennen und arbeitete sich kontinuierlich nach vorne. Schlussendlich kam er zunächst dank einer Safety-Car-Phase an die Führenden heran und übernahm die Führung, als er sich, nachdem es leicht zu regnen angefangen hatte, gegen einen Wechsel auf Regenreifen entschied. Während Schumacher den ersten Ferrari-Fahrerweltmeistertitel seit 1979 einfuhr, beendete Barrichello seine bis dahin erfolgreichste Formel-1-Weltmeisterschaft mit dem vierten Platz in der Fahrerweltmeisterschaft und dem Konstrukteurstitel für sein Team. 2001 stand Barrichello bei insgesamt zehn Rennen auf dem Podium, dabei gelang ihm allerdings kein Sieg. Beim Großen Preis von Österreich überließ er Schumacher den zweiten Platz, nachdem er von seinem Teamchef Jean Todt mit dem mittlerweile berühmten Funkspruch „Let Michael pass for the championship“ dazu aufgefordert worden war. Dennoch verhalf er seinem Team zu einem weiteren Konstrukteurstitel und verbesserte sich in der Gesamtwertung auf den dritten Rang, während Schumacher erneut Weltmeister wurde.

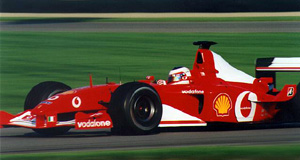
Barrichello beim GP der USA 2002

2002 verfügte Ferrari weiter über das beste Auto im Feld. Während Schumacher nach den ersten fünf Rennen vier Siege vorzuweisen hatte, schien Barrichello, der als Zweiter nur bei einem Rennen ins Ziel kam, vom Pech verfolgt zu sein. Beim Saisonauftakt, dem Großen Preis von Australien kollidierte er bereits beim Start aus der ersten Reihe mit Ralf Schumacher, dem Bruder seines Teamkollegen. In Spanien trat er mit einem Getriebeschaden noch nicht einmal zum Start an. Beim Großen Preis von Österreich auf dem A1-Ring schien sich das Blatt zu wenden. Barrichello erzielte die Pole-Position und führte das Rennen deutlich vor Schumacher an. Seinen ersten Saisonsieg überließ er kurz vor der Ziellinie und unter offenkundigem Protest seinem Teamkollegen, da sein Team ihn – wie beim Rennen im Vorjahr – kurz vor Schluss aufforderte, Schumacher vorbeizulassen. Die Zuschauer bekundeten ihren Unmut über den „falschen“ Sieger und ein schlechtes Schauspiel bei der Siegerehrung. Ein beschämter Schumacher überließ Barrichello den obersten Platz am Siegerpodest, was nur für noch mehr Missfallen bei den Besuchern sorgte. Die FIA bestrafte Ferrari nach dem Rennen mit einer Zahlung von einer Million US-Dollar und nahm die Affäre zum Anlass, Stallorder in der Formel 1 für die Zukunft zu verbieten. Im weiteren Verlauf der Saison entschied Barrichello die Rennen in Europa, Ungarn, Italien und den USA für sich. Bei all seinen Siegen belegte Schumacher den zweiten Platz. In den USA ähnelte der Zieleinlauf den Szenen aus Österreich, allerdings war es diesmal nicht Barrichello, der verlangsamt hatte, sondern Schumacher – und nicht auf Anweisung des Teams. Schumacher, der das Rennen bis dahin überlegen angeführt hatte, ließ Barrichello für ein perfektes Zielfoto herankommen und verlangsamte so stark, dass Barrichello mit elf Tausendstelsekunden gewann. Am Ende der Saison wurde Barrichello hinter Schumacher Vizeweltmeister, und Ferrari gewann abermals den Konstrukteurstitel.
2003 verfügte Ferrari nicht mehr über ein so dominantes Fahrzeug wie in der Vorsaison und das Team war bis zum letzten Rennwochenende in den Kampf um die Weltmeistertitel involviert. Barrichello, der insgesamt acht Mal auf dem Podest stand, erzielte beim Großen Preis von Großbritannien seinen ersten Saisonsieg, den er Jahre später als seinen „größten Sieg“ bezeichnete, da er durch mehrere Safety-Car-Phasen immer wieder zurückgeworfen wurde und dennoch am Ende als Erster ins Ziel kam. Beim letzten Rennen der Saison, dem Großen Preis von Japan, wurde Barrichello eine besondere Aufgabe zuteil. Zwar hatte er selbst keine Chance auf den Fahrertitel, war allerdings in der Lage, seinem Teamkollegen Schumacher, der nach Problemen im Training von weit hinten starten musste, mit einem Sieg zum vierten Weltmeistertitel in Folge zu verhelfen. Barrichello gewann das Rennen vor Schumachers Titelrivalen Kimi Räikkönen und leistete so seinen Anteil zum Titelgewinn Schumachers. Da sich Schumacher zum Ende des Rennens allerdings noch auf den achten Platz verbesserte, wäre er nicht mehr auf die Hilfe seines Teamkollegens angewiesen gewesen. Barrichello beendete die Saison auf dem vierten Platz in der Gesamtwertung, Ferrari feierte einen weiteren Konstrukteurstitel.
2004 war der Ferrari wieder ähnlich überlegen wie in der Saison 2002. Während Schumacher von den ersten 13 Rennen 12 für sich entschied, musste sich Barrichello im selben Zeitraum mit sieben zweiten Plätzen hinter seinem Teamkollegen zufriedengeben. Eine offensichtliche Stallorder gab es diesmal nicht. In der zweiten Saisonhälfte errang Barrichello Siege beim Großen Preis von Italien in Monza und bei der Premiere des Großen Preises von China, der zugleich sein letzter Sieg für Ferrari war. Bei seinem Heimrennen in Brasilien gelang ihm zwar die Pole-Position, im Rennen fiel er auf den dritten Platz zurück, womit er dennoch seine beste Platzierung bei diesem Grand Prix erzielte. Barrichello wurde zum zweiten Mal Vizeweltmeister und trug erneut zum Gewinn des Konstrukteurstitels für Ferrari bei.

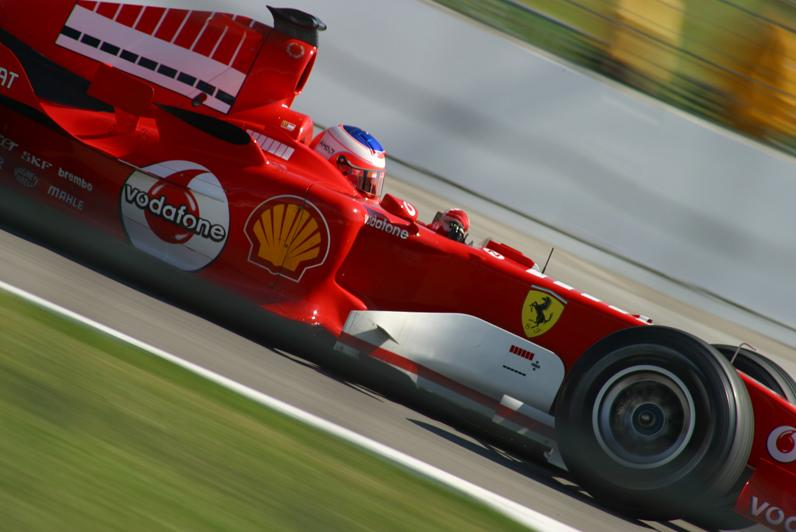
Barrichello beim GP der USA 2005

Die Saison 2005 schien mit einem zweiten Platz beim Saisonauftakt in Australien nicht schlechter als in den Vorjahren zu beginnen, allerdings zeigte sich im weiteren Verlauf der Saison, dass Ferrari nicht mehr in der Position war, um den Titel mitzufahren. Nach einer Änderung des Reglements, das den Wechsel der Reifen während des Rennens verbot, waren die Bridgestone-Reifen, die Ferrari verwendete, zumeist den Michelin-Reifen deutlich unterlegen. Aus dieser Situation ergab sich allerdings der Skandal, dass beim Großen Preis der USA ein Großteil der Teams nicht zum Rennen antrat. Die von Michelin ausgerüsteten Teams zogen sich aufgrund von Sicherheitsbedenken zur Zuverlässigkeit der Reifen zurück, und neben den beiden Ferraris gingen nur die Jordans und Minardis, die üblicherweise am Ende des Feldes anzutreffen waren, an den Start. Den Sieg machten die beiden Ferrari-Piloten somit unter sich aus und Barrichello belegte hinter Schumacher erneut den zweiten Platz. Am Ende der Saison belegte Barrichello den achten Platz in der Fahrerweltmeisterschaft, der seine schlechteste Gesamtplatzierung für Ferrari darstellt. Barrichello gab schon vor dem Ende der Saison bekannt, dass er das Team zum Ende der Saison verlassen werde. Sein Nachfolger wurde sein Landsmann Felipe Massa.
In seiner Zeit bei Ferrari stand Barrichello durchgängig im Schatten seines Teamkollegen Schumacher, der fünfmal in Folge Weltmeister wurde. Dennoch bestand Barrichello darauf, dass er nicht die „Nummer 2“ des italienischen Rennstalls sei und bezeichnete sich selbst als „Nummer 1b“. Allerdings leistete auch Barrichello seinen Teil dazu, dass Ferrari mit dem Fahrerduo Schumacher/Barrichello fünf Konstrukteursweltmeistertitel gewann. Der Gewinn der Vizeweltmeisterschaft in den Jahren 2002 und 2004 stellt seine beste Gesamtplatzierung in der Formel 1 dar.

#### Honda (2006–2008)

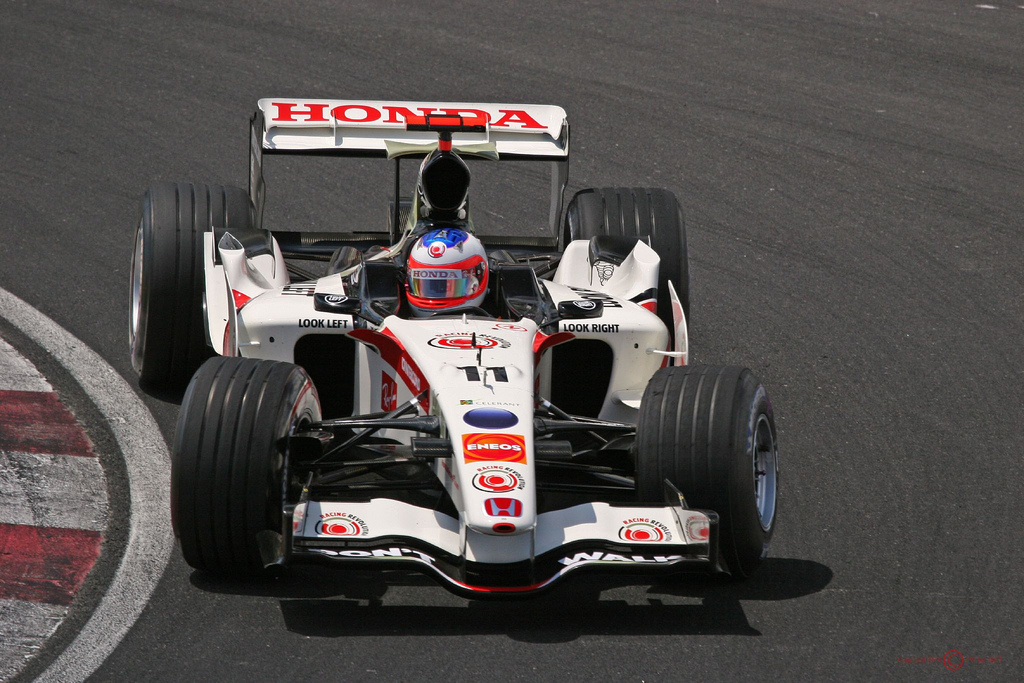
Barrichello beim GP von Kanada 2006

Nach sechs Jahren bei Ferrari wechselte Barrichello 2006 trotz noch laufenden Vertrags zum Honda-Werksteam, das vor der Saison aus BAR hervorgegangen war, und wurde Teamkollege des Briten Jenson Button. Beim Großen Preis von Monaco verpasste er nach einer Durchfahrtsstrafe mit einem vierten Platz nur knapp das Podium. Obwohl er keine Podestplatzierung schaffte und vierte Plätze seine besten Resultate waren, gelang es ihm, mit regelmäßigen Punkteplatzierungen in der Gesamtwertung auf dem siebten Platz abzuschließen. Jedoch gelang es ihm nicht, mit den Leistungen seines Teamkollegen mitzuhalten, der unter anderem eine Pole-Position errang und ein Rennen gewann.
2007 erfüllten sich die Hoffnungen Hondas, zu den Topteams aufschließen zu können, nicht. Am Anfang der Saison wurden die Piloten sogar vom Honda-Kundenteam Super Aguri düpiert. Zwar kam Barrichello nur bei zwei Rennen nicht ins Ziel, ein neunter Platz blieb jedoch seine beste Platzierung in jener Saison, sodass er zum ersten Mal in seiner Formel-1-Karriere in einer Saison ohne Punkte blieb, die er auf dem 20. Platz der Gesamtwertung beendete.

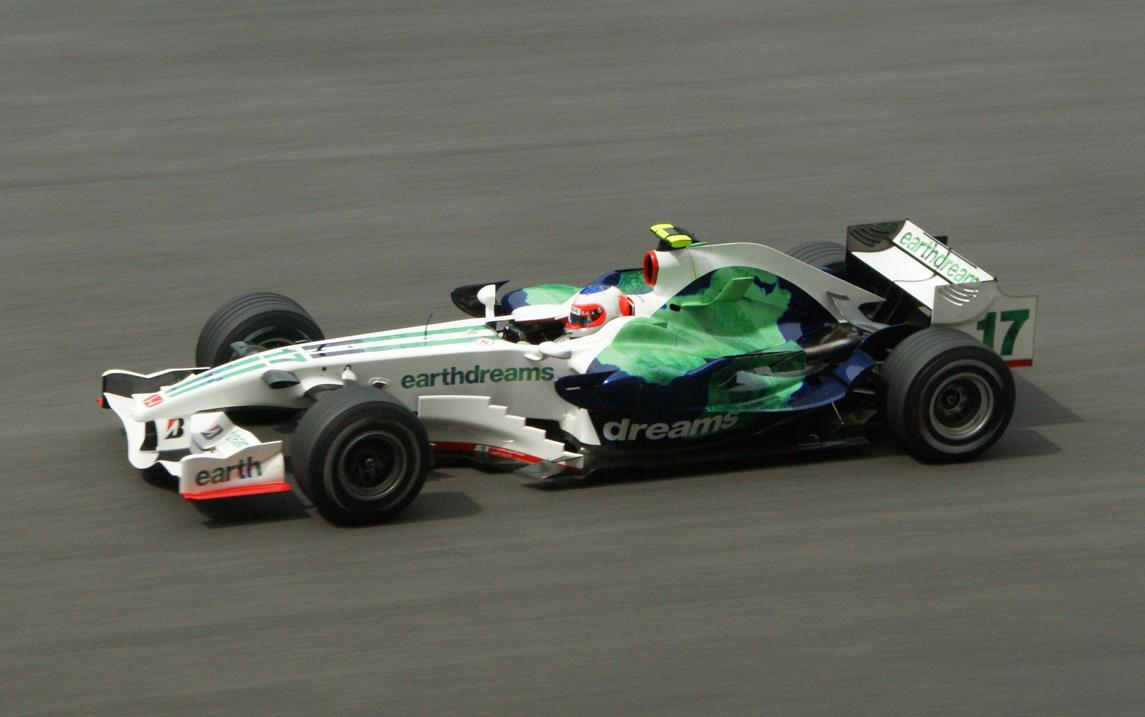
Barrichello beim GP von Malaysia 2008

Trotz seines mäßigen Abschneidens wurde Barrichello auch für 2008 unter Vertrag genommen. Erneut waren die Honda-Boliden nicht konkurrenzfähig genug, um regelmäßig in die Punkteränge fahren zu können. Im Gegensatz zum Vorjahr war es diesmal Barrichello und nicht Button, der aus der Situation das Beste machte, und bei drei teilweise chaotischen Rennen in die Punkteränge fuhr. Die Saison zeichnete sich durch zwei Höhepunkte aus. Zum einen stellte Barrichello den Rekord an Grand-Prix-Starts ein und löste beim Großen Preis von Kanada Riccardo Patrese als Pilot mit den meisten Grand-Prix-Starts ab. Zum anderen feierte er beim chaotischen Regenrennen in Großbritannien als Dritter seine erste Podest-Platzierung für Honda. Weitere Punkteplatzierungen folgten nicht, da Honda früh die Entwicklung einstellte, um sich auf den Rennwagen für die nächste Saison zu konzentrieren. In der Gesamtwertung belegte Barrichello schlussendlich vor Button den 14. Gesamtrang. Nach Ende der Saison gab der Honda-Konzern überraschend den Rückzug seines Rennstalls aus der Formel 1 bekannt. Barrichello, dessen Weiterverpflichtung ohnehin noch nicht festgestanden hatte, stand zunächst ohne Vertrag für 2009 da.

#### Brawn (2009)
Nachdem das Management des ehemaligen Honda-Teams den Rennstall übernommen und in Brawn GP umbenannt hatte, wurde Barrichello im März 2009 als Fahrer bestätigt. Zuvor war bereits Button als Fahrer unter Vertrag genommen worden. Somit trat das Nachfolgeteam mit derselben Fahrerpaarung wie Honda an. Die Motoren wurden von Mercedes-Benz geliefert. Bereits bei Testfahrten vor der Saison sorgte Brawn mit schnellen Testzeiten für Aufsehen.

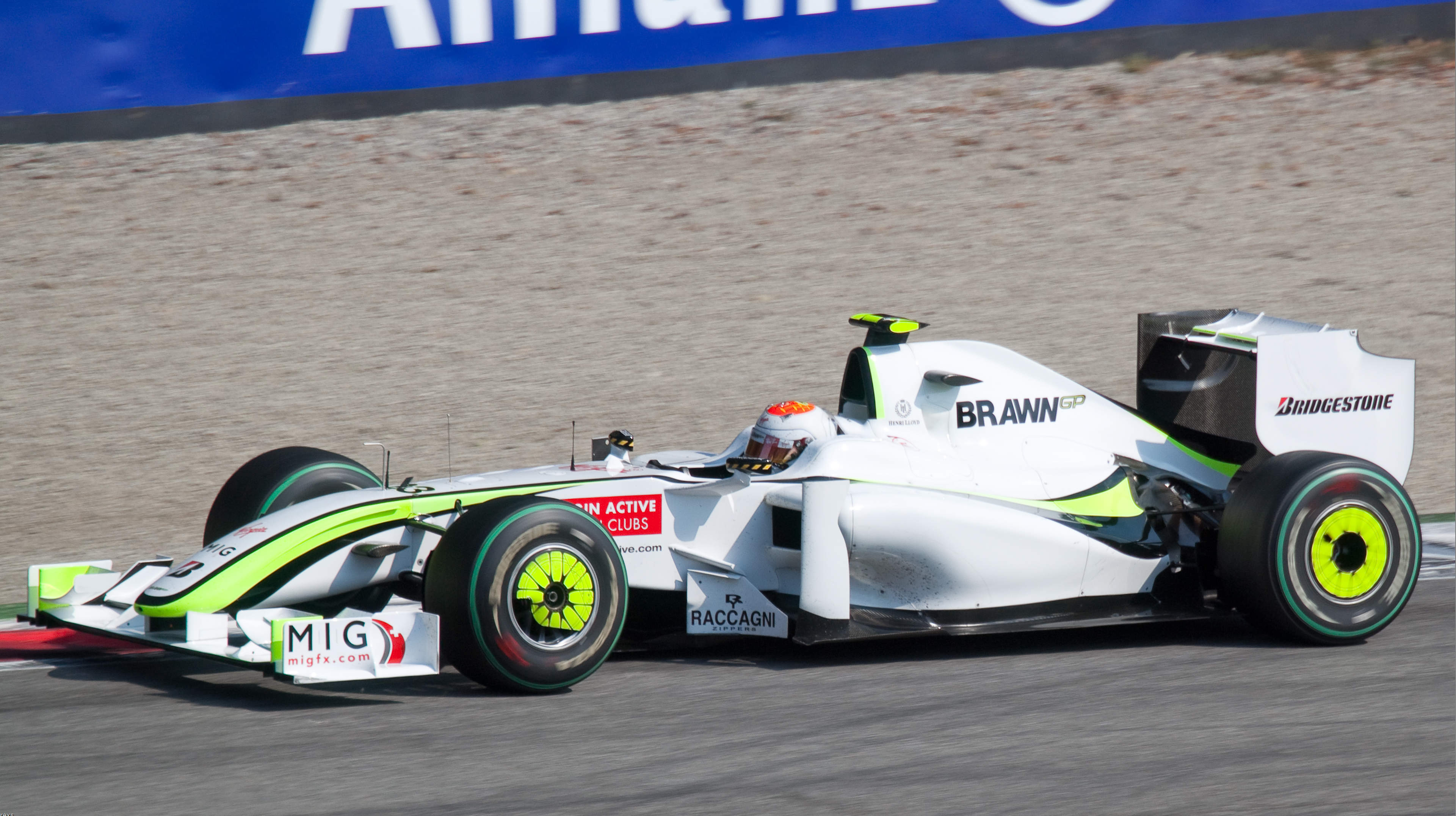
Barrichello beim GP von Italien 2009

Beim ersten Rennen der Saison, dem Großen Preis von Australien, bestätigte Brawn die Form aus den Testfahrten und erzielte im ersten Rennen mit Button als Sieger den ersten Sieg für das neue Team. Für Barrichello ähnelte die Saison anfänglich seiner Ferrari-Saison 2004. Während Button sechs der ersten sieben Rennen gewann, schaffte Barrichello im gleichen Zeitraum nur drei zweite Plätze hinter Button. Anschließend wendete sich allerdings das Blatt und Barrichello war in der Lage, das Tempo von Button mitzugehen, oder war schneller als sein Teamkollege. Allerdings hatte der Brawn-Bolide in der Zwischenzeit seine anfängliche Dominanz eingebüßt und musste speziell mit Red Bull um die Plätze kämpfen. Beim Großen Preis von Europa, auf der Hafenstrecke von Valencia, gelang Barrichello sein erster Sieg seit knapp fünf Jahren. Zwei Rennen später, beim Großen Preis von Italien, entschied er ein weiteres Rennen für sich und schaffte seinen insgesamt elften Grand-Prix-Erfolg sowie seinen dritten Sieg in Italien. Bei seinem Heimrennen, dem Großen Preis von Brasilien, fuhr Barrichello zwar erneut (nach 2004) auf die Pole-Position, vermochte diese im Rennen aber nicht in einen Sieg umzusetzen und kam als Achter ins Ziel. Beim selben Rennen entschied sein Teamkollege vorzeitig die Weltmeisterschaft zu seinen Gunsten. Beim letzten Saisonrennen kämpfte Barrichello zusammen mit Sebastian Vettel um den Vizeweltmeistertitel und unterlag schlussendlich auch Vettel. Barrichello belegte den dritten Platz in der Fahrerweltmeisterschaft. Sein Team führte er gemeinsam mit dem neuen Weltmeister Button zum Titel in der Konstrukteurswertung.

#### Williams (2010–2011)

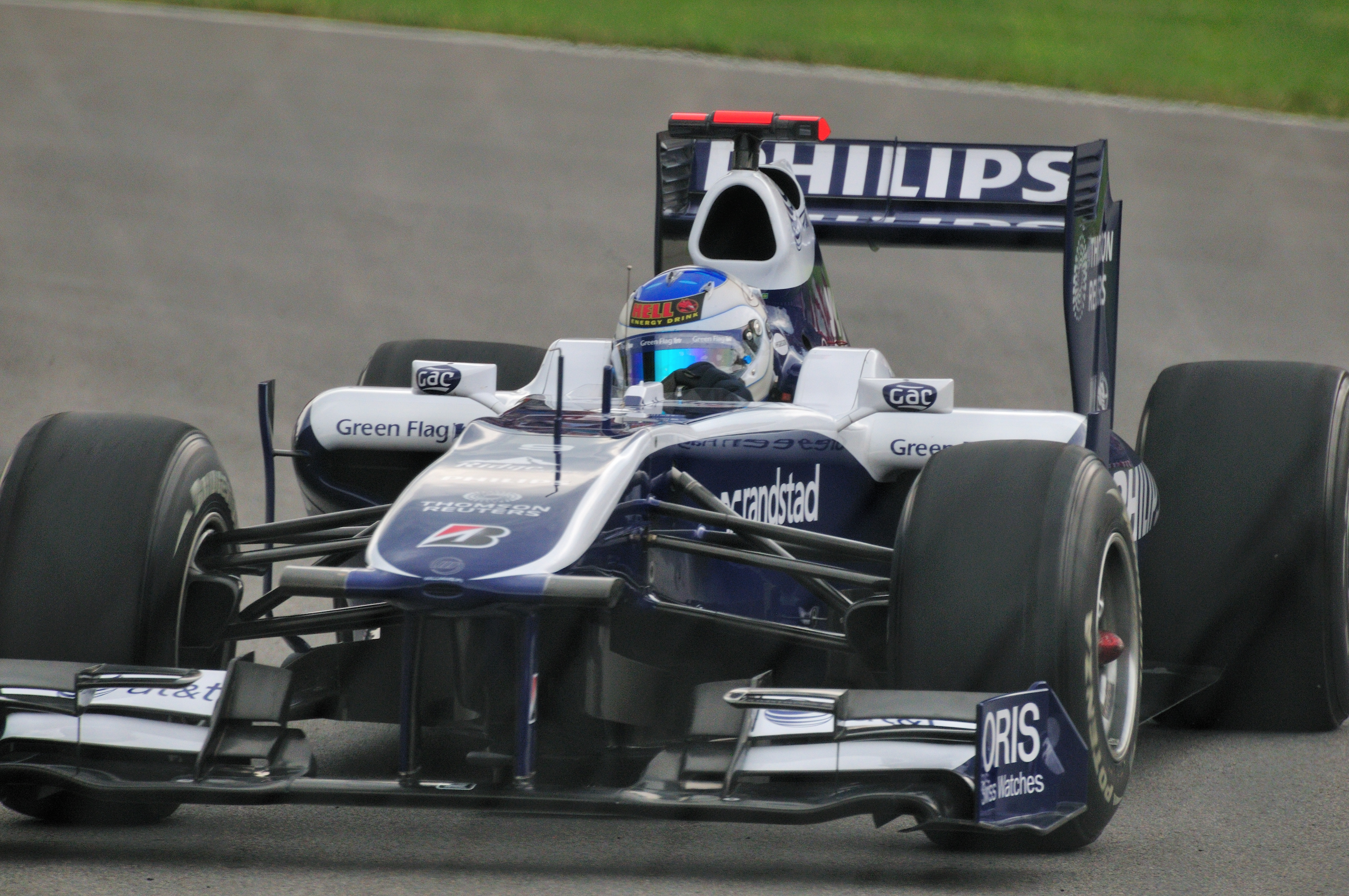
Barrichello beim Großen Preis von Kanada 2010

Für die Saison 2010 entschied sich Barrichello zu einem Wechsel ins traditionsreiche Williams-Team, in dem er neben Neuling Nico Hülkenberg an den Start ging. Barrichello gelang es sich an mehreren Grand-Prix-Wochenenden unter den ersten zehn Piloten zu qualifizieren und in die Punkte zu fahren. Beim Großen Preis von Ungarn kam er nach einem riskanten Überholmanöver gegen Michael Schumacher in die Schlagzeilen. Auf Platz elf liegend duellierte er sich mit seinem ehemaligen Teamkollegen, der nach drei Jahren Pause in die Formel 1 zurückgekehrt war und für das Brawn-Nachfolgeteam Mercedes Grand Prix an den Start ging. Beim Überholmanöver auf der Start-Ziel-Geraden drängte Schumacher Barrichello in Richtung Boxenmauer ab und es wäre beinahe zu einer Kollision gekommen.
Seine beste Platzierung erzielte er beim neunten Rennen, dem Großen Preis von Europa, mit einem vierten Platz. Bei seinem Heimrennen, das er in seiner gesamten Karriere noch nie gewann, hatte Barrichello abermals Pech. Während sein Teamkollege mit einer Pole-Position auf sich aufmerksam machte, hatte Barrichello im Rennen zunächst einen Reifenschaden und anschließend ein Problem mit einer Radmutter. Er kam auf Platz 14 ins Ziel. In der Fahrerwertung belegte er am Ende den zehnten Rang. Beim Großen Preis von Singapur 2010 startete er zum 300. Mal in der Formel 1. Da er die beiden missglückten Startversuche von Spanien und Frankreich 2002 in seiner persönlichen Statistik mitzählte, feierte er sein 300. Rennen allerdings bereits beim Großen Preis von Belgien 2010.
2011 ging Barrichello erneut für Williams in der Formel 1 an den Start und damit in seine bereits 19. Formel-1-Saison. Nachdem der neue Williams FW33 bei Testfahrten vor der Saison mit einem revolutionären Getriebe für Aufsehen gesorgt hatte, folgte bei den ersten Rennen, in denen er ohne Punkte blieb, die Ernüchterung. Beim Großen Preis von Monaco erzielte er als Neunter seine ersten Punkte der Saison. Am Saisonende belegte er mit vier Punkten den 17. Gesamtrang.
Nachdem Barrichello sich lange um eine Weiterbeschäftigung bei Williams bemüht hatte, um die 20. Formel-1-Weltmeisterschaft seiner Karriere starten zu können, wurde Bruno Senna am 17. Januar 2012 als Nachfolger Barrichellos bei Williams vorgestellt.

#### Gescheitertes Comeback (2014)
Im Herbst 2014 bemühte sich Barrichello darum, für einige Rennen Kamui Kobayashis Cockpit beim finanziell angeschlagenen Rennstall Caterham zu übernehmen. Sein Comeback scheiterte aber an der vor dem Großen Preis der USA eingetretenen Insolvenz des Rennstalls.

### IndyCar Series
Ende Januar 2012 machte Barrichello bei Testfahrten für KV Racing Technology erste Erfahrungen in der IndyCar Series. Er nahm an drei Testtagen in Sebring teil und fuhr in der letzten Sitzung die inoffizielle Bestzeit. Nachdem Barrichello an weiteren Testfahrten für KV Racing Technology teilgenommen hatte, wurde er Anfang März als Pilot für die komplette IndyCar-Series-Saison 2012 vorgestellt. Er bildete dort ein Fahrertrio mit E. J. Viso und seinem langjährigen Freund Tony Kanaan. Barrichello bestritt damit auch erstmals Rennen auf Ovalkursen, obwohl er vor seinem Wechsel gesagt hatte, dass er seiner Frau versprochen habe, niemals auf einem Oval zu fahren.
Beim Saisonauftakt in St. Petersburg fuhr Barrichello ein unauffälliges Rennen im Mittelfeld und fiel kurz vor Ende des Rennens mit leerem Tank aus. Beim zweiten Rennen in Birmingham erzielte er mit dem achten Platz seine erste Top-10-Platzierung. Bei den letzten drei Rennen schaffte es Barrichello zweimal in die Top-5 und erzielte mit einem vierten Platz in Sonoma seine beste Saison-Platzierung. Barrichello beendete seine einzige IndyCar-Saison auf dem zwölften Platz der Gesamtwertung. Damit setzte er sich teamintern gegen Viso durch und unterlag Kanaan.

### Stock Car Pro Series bzw. Stock Car Brasil
Seit der Saison 2013 fährt Barrichello für das Team Full Time Sports in der brasilianischen Rennserie Stock Car Pro Series (bis 2020 Stock Car Brasil), nachdem er bereits die letzten drei Rennen der Saison 2012 auf einem Peugeot als Gastfahrer bestritten hatte. Von 2013 bis 2021 fuhr er ein Modell von Chevrolet, 2022 eines von Toyota. In der Gesamtwertung erreichte er 2013 den achten Rang, sein bestes Rennergebnis war ein zweiter Platz. In der Saison 2014 wurde er mit insgesamt zwei Siegen und vier weiteren Podestplätzen Meister; 2015 erreichte er drei Podestplätze und den vierten Rang der Gesamtwertung. 2016 gewann Barrichello drei Rennen und schloss die Saison als Zweitplatzierter ab. 2017 belegte er mit zwei Siegen den fünften Rang der Gesamtwertung. Auch 2018 fuhr Barrichello zwei Siege ein und schloss die Saison auf dem vierten Rang ab. 2019 kam er auf vier Siege und den fünften Rang der Gesamtwertung, und 2020 kam er mit einem Sieg auf den sechsten Rang. Denselben Rang erreichte er mit zwei Siegen in der Saison 2021. 2022 gewann er die Serie zum zweiten Mal.

### Sonstiges
Im August 2010 löste Barrichello Nick Heidfeld als Direktor der Formel-1-Fahrervereinigung GPDA ab und übte diese Position bis zu seinem Ausscheiden aus der Formel 1 Ende 2011 aus.
2020 nahm Barrichello an dem virtuellen 24-Stunden-Rennen von Le Mans teil. Einer seiner Teamkollegen war Fernando Alonso. Auch aufgrund von technischen Problemen belegte das Team den 17. Gesamtrang unter den insgesamt 50 teilnehmenden Mannschaften.
Im Gegensatz zu vielen anderen Fahrern bremst Barrichello mit dem rechten Bein. Da die meisten Rennautos kein Kupplungspedal haben, kann in ihnen, wie in einem Kart, mit dem linken Bein gebremst werden.

## Privates
Barrichello ist seit dem 24. Februar 1997 mit Silvana Giaffone, einer Cousine des Rennfahrers Felipe Giaffone, verheiratet. Die beiden sind Eltern von zwei Söhnen. Von den brasilianischen Medien wird er auch „Rubinho“ (dt. kleiner Rubens) genannt, da sein Vater den gleichen Vornamen hat. Die weltweite Motorsportpresse nahm den Spitznamen im Lauf der Jahre auf.
Barrichellos Sohn Eduardo „Dudu“ Barrichello (* 2001) ist nach einer Jugendkarriere im Kartsport ebenfalls Autorennfahrer. 2018 startete er in der US-amerikanischen Formel-4-Meisterschaft, 2019 und 2020 in der U.S. F2000 National Championship und 2021 in der Formula Regional European Championship. Ebenfalls 2021 fuhr er als Gast zwei Rennen in der Stock Car Pro Series. Seit 2022 ist er regulärer Fahrer bei dieser Rennserie und dabei direkter Konkurrent seines Vaters; 2024 erzielte er in der Gesamtwertung den dritten Rang und war damit wesentlich erfolgreicher als Rubens, der lediglich Rang 14 erreichte.

## Statistik

### Karrierestationen
| - 1981–1988: Kartsport - 1989: Brasilianische Formel Ford (Platz 4) - 1990: Formula Opel Euroseries (Meister) - 1990: Formel Vauxhall Lotus (Platz 11) - 1990: Südamerikanische Formel 3 (Platz 8) - 1991: Britische Formel 3 (Meister) - 1992: Formel 3000 (Platz 3) - 1993: Formel 1 (Platz 18) - 1994: Formel 1 (Platz 6) - 1995: Formel 1 (Platz 11) - 1996: Formel 1 (Platz 8) - 1997: Formel 1 (Platz 13) - 1998: Formel 1 (Platz 12) | - 1999: Formel 1 (Platz 7) - 2000: Formel 1 (Platz 4) - 2001: Formel 1 (Platz 3) - 2002: Formel 1 (Platz 2) - 2003: Formel 1 (Platz 4) - 2004: Formel 1 (Platz 2) - 2005: Formel 1 (Platz 8) - 2006: Formel 1 (Platz 7) - 2007: Formel 1 (Platz 20) - 2008: Formel 1 (Platz 14) - 2009: Formel 1 (Platz 3) - 2010: Formel 1 (Platz 10) - 2011: Formel 1 (Platz 17) | - 2012: IndyCar Series (Platz 12) - 2013: Stock Car Brasil (Platz 8) - 2014: Stock Car Brasil (Meister) - 2015: Stock Car Brasil (Platz 4) - 2016: Stock Car Brasil (Platz 2) - 2017: Stock Car Brasil (Platz 5) - 2018: Stock Car Brasil (Platz 4) - 2019: Stock Car Brasil (Platz 5) - 2020: Stock Car Brasil (Platz 6) - 2021: Stock Car Pro Series (Platz 6) - 2022: Stock Car Pro Series (Meister) - 2023: Stock Car Pro Series (Platz 7) - 2024: Stock Car Pro Series (Platz 14) |

### Statistik in der Formel-1-Weltmeisterschaft
Diese Statistik umfasst alle Teilnahmen des Fahrers an der Formel-1-Weltmeisterschaft.

#### Grand-Prix-Siege
| - 2000: Deutschland (Hockenheim) - 2002: Europa (Nürburg) - 2002: Ungarn (Mogyoród) - 2002: Italien (Monza) | - 2002: USA (Indianapolis) - 2003: Großbritannien (Silverstone) - 2003: Japan (Suzuka) - 2004: Italien (Monza) | - 2004: China (Shanghai) - 2009: Europa (Valencia) - 2009: Italien (Monza) |

#### Gesamtübersicht
| Saison | Team                      | Chassis                  | Motor                 | Rennen | Siege | Zweiter | Dritter | Poles | schn. Rennrunden | Punkte | WM-Pos. |
| ------ | ------------------------- | ------------------------ | --------------------- | ------ | ----- | ------- | ------- | ----- | ---------------- | ------ | ------- |
| 1993   | Sasol Jordan              | Jordan 193               | Hart 3.5 V10          | 16     | –     | –       | –       | –     | –                | 2      | 18.     |
| 1994   | Sasol Jordan              | Jordan 194               | Hart 3.5 V10          | 15     | –     | –       | 1       | 1     | –                | 19     | 6.      |
| 1995   | Total Jordan Peugeot      | Jordan 195               | Peugeot 3.0 V10       | 17     | –     | 1       | –       | –     | –                | 11     | 11.     |
| 1996   | B&H Total Jordan Peugeot  | Jordan 196               | Peugeot 3.0 V10       | 16     | –     | –       | –       | –     | –                | 14     | 8.      |
| 1997   | Stewart Ford              | Stewart SF01             | Ford 3.0 V10          | 17     | –     | 1       | –       | –     | –                | 6      | 13.     |
| 1998   | Stewart Ford              | Stewart SF2              | Ford 3.0 V10          | 16     | –     | –       | –       | –     | –                | 4      | 12.     |
| 1999   | Stewart Ford              | Stewart SF3              | Ford Cosworth 3.0 V10 | 16     | –     | –       | 3       | 1     | –                | 21     | 7.      |
| 2000   | Scuderia Ferrari Marlboro | Ferrari F1-2000          | Ferrari 3.0 V10       | 17     | 1     | 4       | 4       | 1     | 3                | 62     | 4.      |
| 2001   | Scuderia Ferrari Marlboro | Ferrari F2001            | Ferrari 3.0 V10       | 17     | –     | 5       | 5       | –     | –                | 56     | 3.      |
| 2002   | Scuderia Ferrari Marlboro | Ferrari F2001B / F2002   | Ferrari 3.0 V10       | 15     | 4     | 5       | 1       | 3     | 5                | 77     | 2.      |
| 2003   | Scuderia Ferrari Marlboro | Ferrari F2002 / F2003-GA | Ferrari 3.0 V10       | 16     | 2     | 1       | 5       | 3     | 3                | 65     | 4.      |
| 2004   | Scuderia Ferrari Marlboro | Ferrari F2004            | Ferrari 3.0 V10       | 18     | 2     | 7       | 5       | 4     | 4                | 114    | 2.      |
| 2005   | Scuderia Ferrari Marlboro | Ferrari F2004M / F2005   | Ferrari 3.0 V10       | 19     | –     | 2       | 2       | –     | –                | 38     | 8.      |
| 2006   | Honda Racing F1 Team      | Honda RA106              | Honda 2.4 V8          | 18     | –     | –       | –       | –     | –                | 30     | 7.      |
| 2007   | Honda Racing F1 Team      | Honda RA107              | Honda 2.4 V8          | 17     | –     | –       | –       | –     | –                | –      | 20.     |
| 2008   | Honda Racing F1 Team      | Honda RA108              | Honda 2.4 V8          | 18     | –     | –       | 1       | –     | –                | 11     | 14.     |
| 2009   | Brawn GP Formula One Team | Brawn BGP 001            | Mercedes 2.4 V8       | 17     | 2     | 3       | 1       | 1     | 2                | 77     | 3.      |
| 2010   | AT&T Williams             | Williams FW32            | Cosworth 2.4 V8       | 19     | –     | –       | –       | –     | –                | 47     | 10.     |
| 2011   | AT&T Williams             | Williams FW33            | Cosworth 2.4 V8       | 19     | –     | –       | –       | –     | –                | 4      | 17.     |
| Gesamt | Gesamt                    | Gesamt                   | Gesamt                | 323    | 11    | 29      | 28      | 14    | 17               | 658    |         |

#### Einzelergebnisse
| Saison | 1   | 2   | 3   | 4   | 5   | 6   | 7   | 8   | 9   | 10  | 11  | 12  | 13  | 14  | 15  | 16  | 17 | 18 | 19 |
| ------ | --- | --- | --- | --- | --- | --- | --- | --- | --- | --- | --- | --- | --- | --- | --- | --- | -- | -- | -- |
| 1993   |     |     |     |     |     |     |     |     |     |     |     |     |     |     |     |     |    |    |    |
| DNF    | DNF | 10* | DNF | 12  | 9   | DNF | 7   | 10  | DNF | DNF | DNF | DNF | 13  | 5   | 11  |     |    |    |    |
| 1994   |     |     |     |     |     |     |     |     |     |     |     |     |     |     |     |     |    |    |    |
| 4      | 3   | DNQ | DNF | DNF | 7   | DNF | 4   | DNF | DNF | DNF | 4   | 4   | 12  | DNF | 4   |     |    |    |    |
| 1995   |     |     |     |     |     |     |     |     |     |     |     |     |     |     |     |     |    |    |    |
| DNF    | DNF | DNF | 7   | DNF | 2   | 6   | 11* | DNF | 7   | 6   | DNF | 11  | 4   | DNF | DNF | DNF |    |    |    |
| 1996   |     |     |     |     |     |     |     |     |     |     |     |     |     |     |     |     |    |    |    |
| DNF    | DNF | 4   | 5   | 5   | DNF | DNF | DNF | 9   | 4   | 6   | 6   | DNF | 5   | DNF | 9   |     |    |    |    |
| 1997   |     |     |     |     |     |     |     |     |     |     |     |     |     |     |     |     |    |    |    |
| DNF    | DNF | DNF | DNF | 2   | DNF | DNF | DNF | DNF | DNF | DNF | DNF | 13  | 14  | DNF | DNF | DNF |    |    |    |
| 1998   |     |     |     |     |     |     |     |     |     |     |     |     |     |     |     |     |    |    |    |
| DNF    | DNF | 10  | DNF | 5   | DNF | 5   | 10  | DNF | DNF | DNF | DNF | DNF | 10  | 11  | DNF |     |    |    |    |
| 1999   |     |     |     |     |     |     |     |     |     |     |     |     |     |     |     |     |    |    |    |
| 5      | DNF | 3   | 9   | DSQ | DNF | 3   | 8   | DNF | DNF | 5   | 10  | 4   | 3   | 5   | 8   |     |    |    |    |
| 2000   |     |     |     |     |     |     |     |     |     |     |     |     |     |     |     |     |    |    |    |
| 2      | DNF | 4   | DNF | 3   | 4   | 2   | 2   | 3   | 3   | 1   | 4   | DNF | DNF | 2   | 4   | 3   |    |    |    |
| 2001   |     |     |     |     |     |     |     |     |     |     |     |     |     |     |     |     |    |    |    |
| 3      | 2   | DNF | 3   | DNF | 3   | 2   | DNF | 5   | 3   | 3   | 2   | 2   | 5   | 2   | 15* | 5   |    |    |    |
| 2002   |     |     |     |     |     |     |     |     |     |     |     |     |     |     |     |     |    |    |    |
| DNF    | DNF | DNF | 2   | DNS | 2   | 7   | 3   | 1   | 2   | DNS | 4   | 1   | 2   | 1   | 1   | 2   |    |    |    |
| 2003   |     |     |     |     |     |     |     |     |     |     |     |     |     |     |     |     |    |    |    |
| DNF    | 2   | DNF | 3   | 3   | 3   | 8   | 5   | 3   | 7   | 1   | DNF | DNF | 3   | DNF | 1   |     |    |    |    |
| 2004   |     |     |     |     |     |     |     |     |     |     |     |     |     |     |     |     |    |    |    |
| 2      | 4   | 2   | 6   | 2   | 3   | 2   | 2   | 2   | 3   | 3   | 12  | 2   | 3   | 1   | 1   | DNF | 3  |    |    |
| 2005   |     |     |     |     |     |     |     |     |     |     |     |     |     |     |     |     |    |    |    |
| 2      | DNF | 9   | DNF | 9   | 8   | 3   | 3   | 2   | 9   | 7   | 10  | 10  | 10  | 12  | 5   | 6   | 11 | 12 |    |
| 2006   |     |     |     |     |     |     |     |     |     |     |     |     |     |     |     |     |    |    |    |
| 15     | 10  | 7   | 10  | 5   | 7   | 4   | 10  | DNF | 6   | DNF | DNF | 4   | 8   | 6   | 6   | 12  | 7  |    |    |
| 2007   |     |     |     |     |     |     |     |     |     |     |     |     |     |     |     |     |    |    |    |
| 11     | 11  | 13  | 10  | 10  | 12  | DNF | 11  | 9   | 11  | 18  | 17  | 10  | 13  | 10  | 15  | DNF |    |    |    |
| 2008   |     |     |     |     |     |     |     |     |     |     |     |     |     |     |     |     |    |    |    |
| DSQ    | 13  | 11  | DNF | 14  | 6   | 7   | 14  | 3   | DNF | 16  | 16  | DNF | 17  | DNF | 13  | 11  | 15 |    |    |
| 2009   |     |     |     |     |     |     |     |     |     |     |     |     |     |     |     |     |    |    |    |
| 2      | 5   | 4   | 5   | 2   | 2   | DNF | 3   | 6   | 10  | 1   | 7   | 1   | 6   | 7   | 8   | 4   |    |    |    |
| 2010   |     |     |     |     |     |     |     |     |     |     |     |     |     |     |     |     |    |    |    |
| 10     | 8   | 12  | 12  | 9   | DNF | 14  | 14  | 4   | 5   | 12  | 10  | DNF | 10  | 6   | 9   | 7   | 14 | 12 |    |
| 2011   |     |     |     |     |     |     |     |     |     |     |     |     |     |     |     |     |    |    |    |
| DNF    | DNF | 13  | 15  | 17  | 9   | 9   | 12  | 13  | DNF | 13  | 16  | 12  | 13  | 17  | 12  | 15  | 12 | 14 |    |

| Legende  | Legende            | Legende                                                          |
| Farbe    | Abkürzung          | Bedeutung                                                        |
| -------- | ------------------ | ---------------------------------------------------------------- |
| Gold     | –                  | Sieg                                                             |
| Silber   | –                  | 2. Platz                                                         |
| Bronze   | –                  | 3. Platz                                                         |
| Grün     | –                  | Platzierung in den Punkten                                       |
| Blau     | –                  | Klassifiziert außerhalb der Punkteränge                          |
| Violett  | DNF                | Rennen nicht beendet (did not finish)                            |
| Violett  | NC                 | nicht klassifiziert (not classified)                             |
| Rot      | DNQ                | nicht qualifiziert (did not qualify)                             |
| Rot      | DNPQ               | in Vorqualifikation gescheitert (did not pre-qualify)            |
| Schwarz  | DSQ                | disqualifiziert (disqualified)                                   |
| Weiß     | DNS                | nicht am Start (did not start)                                   |
| Weiß     | WD                 | zurückgezogen (withdrawn)                                        |
| Hellblau | PO                 | nur am Training teilgenommen (practiced only)                    |
| Hellblau | TD                 | Freitags-Testfahrer (test driver)                                |
| ohne     | DNP                | nicht am Training teilgenommen (did not practice)                |
| ohne     | INJ                | verletzt oder krank (injured)                                    |
| ohne     | EX                 | ausgeschlossen (excluded)                                        |
| ohne     | DNA                | nicht erschienen (did not arrive)                                |
| ohne     | C                  | Rennen abgesagt (cancelled)                                      |
| ohne     | keine WM-Teilnahme |                                                                  |
| sonstige | P/fett             | Pole-Position                                                    |
| sonstige | 1/2/3/4/5/6/7/8    | Punktplatzierung im Sprint-/Qualifikationsrennen                 |
| sonstige | SR/kursiv          | Schnellste Rennrunde                                             |
| sonstige | *                  | nicht im Ziel, aufgrund der zurückgelegten Distanz aber gewertet |
| sonstige | ()                 | Streichresultate                                                 |
| sonstige | unterstrichen      | Führender in der Gesamtwertung                                   |

#### Rekorde in der Formel 1
- meiste Saisons (19)
- meiste Podestplatzierungen innerhalb einer Saison ohne einen Grand-Prix-Sieg (10, 2001)

### Einzelergebnisse in der IndyCar Series
| Saison | Team                 | 1      | 2     | 3     | 4      | 5       | 6      | 7      | 8      | 9     | 10     | 11     | 12     | 13    | 14    | 15     | Punkte | Rang |
| ------ | -------------------- | ------ | ----- | ----- | ------ | ------- | ------ | ------ | ------ | ----- | ------ | ------ | ------ | ----- | ----- | ------ | ------ | ---- |
| 2012   | KV Racing Technology | STP 17 | ALA 8 | LBH 9 | SAO 10 | INDY 11 | DET 25 | TXS 24 | MIL 10 | IOW 7 | TOR 11 | EDM 13 | MDO 15 | SNM 4 | BAL 5 | FON 22 | 289    | 12.  |

| Farbe      | Bedeutung                                          |
| ---------- | -------------------------------------------------- |
| Gold       | Sieger                                             |
| Silber     | 2. Platz                                           |
| Bronze     | 3. Platz                                           |
| Grün       | 4. und 5. Platz                                    |
| Hellblau   | 6. bis 10. Platz                                   |
| Dunkelblau | Rennen beendet (außerhalb der ersten zehn Piloten) |
| Violett    | Rennen nicht beendet                               |
| Rot        | nicht qualifiziert (DNQ)                           |
| Schwarz    | disqualifiziert (DSQ)                              |
| Weiß       | nicht am Start (DNS)                               |
| Weiß       | zurückgezogen (WD)                                 |
| Weiß       | Rennen abgesagt (C)                                |
| Blanko     | nicht teilgenommen                                 |
| Blanko     | nicht erschienen (DNA)                             |
| Blanko     | verletzt oder krank (INJ)                          |
| Blanko     | ausgeschlossen (EX)                                |

### Le-Mans-Ergebnisse
| Jahr | Team                  | Fahrzeug     | Teamkollege    | Teamkollege | Platzierung | Ausfallgrund |
| ---- | --------------------- | ------------ | -------------- | ----------- | ----------- | ------------ |
| 2017 | Racing Team Nederland | Dallara LMP2 | Frits van Eerd | Jan Lammers | Rang 13     |              |

### Sebring-Ergebnisse
| Jahr | Team                | Fahrzeug              | Teamkollege  | Teamkollege   | Teamkollege   | Platzierung | Ausfallgrund |
| ---- | ------------------- | --------------------- | ------------ | ------------- | ------------- | ----------- | ------------ |
| 2016 | Wayne Taylor Racing | Chevrolet Corvette DP | Ricky Taylor | Jordan Taylor | Max Angelelli | Ausfall     | Defekt       |

### Einzelergebnisse in der FIA-Langstrecken-Weltmeisterschaft
| Saison | Team                  | Rennwagen    | 1   | 2   | 3   | 4   | 5   | 6   | 7   | 8   | 9   |
| ------ | --------------------- | ------------ | --- | --- | --- | --- | --- | --- | --- | --- | --- |
| 2017   | Racing Team Nederland | Dallara LMP2 | SIL | SPA | LEM | NÜR | MEX | AUS | FUJ | SHA | BAH |
| 2017   | Racing Team Nederland | Dallara LMP2 | 13  |     |     |     |     |     |     |     |     |